# Gare de Kostiantynivka
La gare de Kostiantynivka (en russe : Константиновка (станция) et ukrainien : Костянтинівка (станція)) est une gare du Réseau ferré de Donestk.

## Situation ferroviaire
Une branche relie la gare à celle de Mykytivka.

## Histoire
Elle a été construite sur la ligne Koursk-Kharkiv-Azov en 1869 et le bâtiment en 1872.

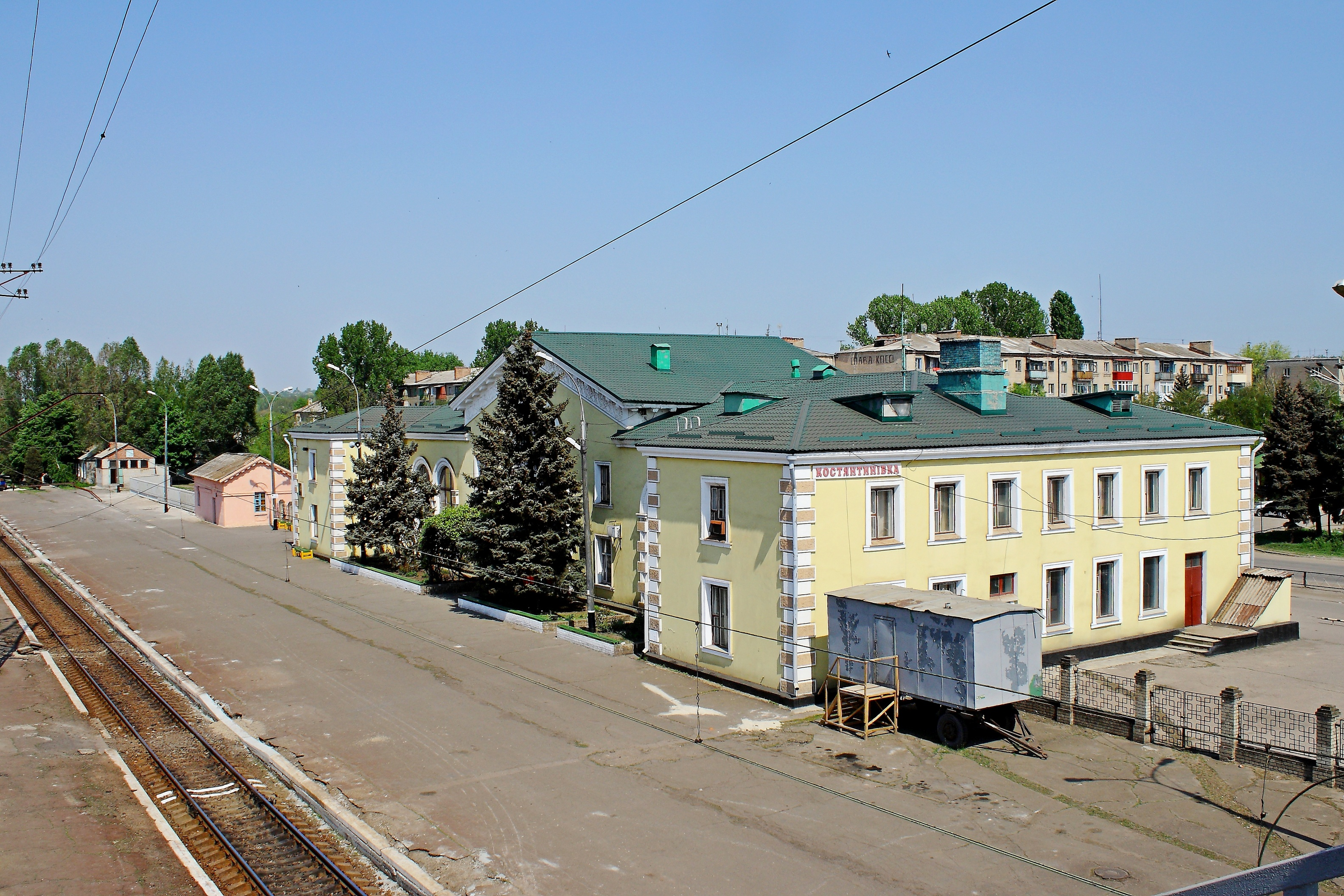
Façade côté voies.